# فیش (خواننده)
فیش (انگلیسی: Fish؛ زاده ۲۵ آوریل ۱۹۵۸) یک موسیقی‌دان اهل است. وی از سال ۱۹۸۱ میلادی تاکنون مشغول فعالیت بوده‌است.